# Norfolk-szigeti csillagosgalamb
A Norfolk-szigeti csillagosgalamb (Gallicolumba norfolciensis) a madarak osztályának galambalakúak (Columbiformes) rendjéhez és a galambfélék (Columbidae) családjához tartozó  faj volt.

## Előfordulása
A Norfolk-szigeten élt. Feltehetően 1800 körül halt ki, a túlzott  vadászatnak és a ragadozóknak (macskáknak, patkányoknak) köszönhetően. Közeli rokona a Norfolk szigeti galamb is kihalt madárfaj.

## Fordítás
- Ez a szócikk részben vagy egészben  a   Norfolk Island Ground-dove című angol Wikipédia-szócikk fordításán alapul.  Az eredeti cikk szerkesztőit annak laptörténete sorolja fel. Ez a jelzés csupán a megfogalmazás eredetét és a szerzői jogokat jelzi, nem szolgál a cikkben szereplő információk forrásmegjelöléseként.